# Кирилов, Дмитрий Кирилович
Дмитрий Кирилович Кирилов (1837—1877) — русский химик.
Происходил из мещан. В 1855 году окончил реальное отделение 3-й московской гимназии; затем выдержал экзамен по латинскому языку и поступил на естественное отделение физико-математического факультета Московского университета, которое окончил кандидатом в 1859 году.
После сдачи магистерского экзамена был утверждён в 1864 году исполняющим должность адъюнкта Московского университета по кафедре химии. Его лекции, а особенно возражения на некоторых диспутах, обнаруживали обширную начитанность. Чрезвычайная требовательность к самому себе и неуверенность в себе препятствовали Кирилову много печатать и из-за ранней смерти была издана лишь его магистерская диссертация «Исследования над титаном», способы получения которого в химически чистом виде он получил.
Умер 18 (30) июня 1877 года.